# Ethnocritique
L’ethnocritique de la littérature est une méthode d’analyse littéraire créée dans les années 1990 par Jean-Marie Privat. Elle propose d'étudier la littérature en articulant poétique des textes et ethnologie du symbolique.

## Définition
L’ethnocritique se définit comme l’étude de la pluralité et de la variation culturelles constitutives des œuvres littéraires. Son champ critique est celui des théories littéraires de type herméneutique (qui se proposent d’interpréter la littérature et ses effets de sens). Elle s’intéresse plus spécifiquement aux jeux incessants à l’œuvre dans le texte entre des formes plus ou moins hétérogènes de cultures orale et écrite, folklorique et officielle, religieuse et profane, féminine et masculine, légitime et illégitime, endogène et exogène, attestée et inventée, etc.

## Historique
L’ethnocritique se situe dans l’héritage des travaux des « formalistes » qui ont pensé leurs recherches dans la relation à la culture (y compris dans sa dimension folklorique) – Jakobson, Propp, Greimas; des travaux sémio-linguistiques de Bakhtine; et des travaux des ethnologues du symbolique comme Yvonne Verdier, Daniel Fabre, Nicole Belmont, continuateurs de Lévi-Strauss, qui ont travaillé sur les sociétés européennes. C’est de là que la démarche tire son originalité dans le champ plus large des méthodes d’analyse littéraire recourant à l’anthropologie sociale ou culturelle.
Le mot « ethnocritique » apparaît sous la plume de Jean-Marie Privat en 1988, et les premiers travaux en ethnocritique de la littérature proviennent, au début des années 1990, de « L’École de Metz » en France, tout particulièrement des études de Jean-Marie Privat sur Madame Bovary de Flaubert et de Marie Scarpa sur Le Ventre de Paris de Zola (voir bibliographie). L’ethnocritique s’est également développée au Québec : en 2005 est créé, au sein de FIGURA (le Centre de recherche sur le texte et l’imaginaire), le premier laboratoire d’ethnocritique, le LEAL, dirigé par Véronique Cnockaert, Jean-Marie Privat et Marie Scarpa.
Depuis les années 2000 s’impose l’idée qu’il ne faut pas réduire l’ethnocritique à la lecture des récits réalistes dans leur relation à la culture populaire : la définition du paradigme évolue (Drouet, 2009), de nouvelles problématiques sont travaillées comme l’ethnocritique et les genres (poésie, théâtre), l’ethnogénétique (numéro de la revue critique et génétique Flaubert consacré à cette question, no 10, 2013), l’ethnocritique et la littérature de jeunesse, le personnage liminaire, l’esthétique littératienne du roman moderne. De même, les études s’élargissent à d’autres auteurs du XIXe siècle (Victor Hugo, George Sand, Honoré de Balzac, les frères Goncourt, Guy de Maupassant, Rimbaud, Mallarmé) et du XXe siècle (C.F. Ramuz, Blaise Cendrars, Marguerite Duras, Bernard-Marie Koltès, Hélène Cixous).
À la fin de l’année 2009, les Presses Universitaires de Nancy officialisent la création d’une collection, intitulée « EthnocritiqueS. Anthropologie de la littérature et des arts », co-dirigée par Jean-Marie Privat et Marie Scarpa. Cette collection a pour vocation principale de publier des travaux originaux de chercheurs en ethnocritique de la littérature (colloques, thèses, monographies, essais, etc.) et des essais d’anthropologie de la littérature et des arts.

## Enseignements en ethnocritique
L'ethnocritique est une discipline scientifique qui, à ce titre, intègre les programmes de recherche et d'enseignements universitaires. L'Université de Lorraine (campus de Metz) offre des cours d’ethnocritique au Master-Lettres. Depuis 2002, un séminaire annuel d’ethnocritique est inscrit au programme de l’École des hautes études en sciences sociales. L'Université du Québec à Montréal propose un enseignement en ethnocritique au niveau du premier cycle (baccalauréat) de son programme d’Études littéraires et un séminaire d’ethnocritique y est également offert aux cycles supérieurs (maîtrise et doctorat). Enfin, l'Université de Montréal offre, depuis 2020, un séminaire d'ethnocritique (maîtrise et doctorat) dans son programme des littératures de langue française.